# Альберто Меркадо
Альберто Меркадо Монсеррате (англ. Alberto Mercado Monserrate, 2 січня 1961) — пуерториканський професійний боксер, чемпіон Панамериканських ігор та Ігор Центральної Америки і Карибського басейну.

## Аматорська кар'єра
1978 року переміг трьох суперників і став чемпіоном Ігор Центральної Америки і Карибського басейну в категорії до 48 кг.
1979 року переміг трьох суперників і став чемпіоном Панамериканських ігор в категорії до 51 кг.
Того ж року переміг трьох суперників, у тому числі в фіналі Паяо Пултарат (Таїланд), і став переможцем Кубку світу 1979.
На Олімпійських іграх 1980 в першому бою програв Гілберто Роману (Мексика).

## Професіональна кар'єра
Дебютував на профірингу 1980 року. Провів 46 боїв. Жодного разу не виходив на бій за звання чемпіона світу.